# Hiroaki Hiraoka (futbolista)
Hiroaki Hiraoka (平岡 宏章 Hiraoka Hiroaki?,  nacido el 2 de septiembre de 1969 en Shimizu (actualmente Shizuoka), Shizuoka) es un exfutbolista y entrenador japonés. Actualmente dirige al Shimizu S-Pulse de la J1 League de Japón. Jugaba de defensa y su último club fue el Albirex Niigata de Japón.

## Trayectoria

### Clubes
| Club              | País  | Año         |
| ----------------- | ----- | ----------- |
| Shimizu S-Pulse   | Japón | 1992 - 1995 |
| Consadole Sapporo | Japón | 1996        |
| Albirex Niigata   | Japón | 1997 - 1998 |